# 南フランス

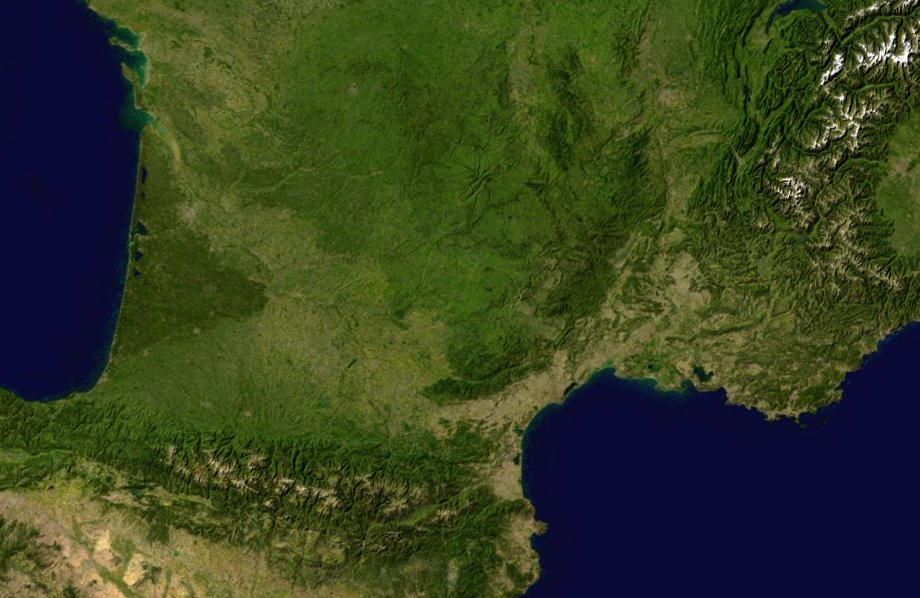
南フランスの衛星写真（NASA World Wind）

南フランス（みなみフランス、フランス語: Le Midi、英語: Southern France, south of France）とは、大西洋岸のポワトヴァン湿地(en)より南、スペイン、地中海、イタリアと接するフランスの地理的地域。 ル・ミディ（le Midi）として知られている。 日本語では南仏（なんふつ）と略される。南フランスには以下の地域が含まれる。
- アキテーヌ地域圏
- コルシカ地域圏
- ラングドック＝ルシヨン地域圏
- ミディ＝ピレネー地域圏
- ポワトゥー＝シャラント地域圏南部[1]
- プロヴァンス＝アルプ＝コート・ダジュール地域圏
- ローヌ＝アルプ地域圏南部

南フランスは北フランスのオイル語と対をなすオック語（フランス語: langue d'oc）が歴史的に優勢なオクシタニアに大部分が範囲を一致する。オクシタニアの一部ではあるが、一般的にオーヴェルニュ地域圏とリムーザン地域圏は南フランスには含まれない。
Midiは、古フランス語のmi（真ん中）とdi（日）に由来する言葉であり、南イタリア (メッツォジョールノ)と同様の意味合いを持つ。これは、フランス本土は全域が北半球にあるため、太陽は正午に南にあることから、正午は南の方角と類義であることによる。中世フランス語のmeridienが正午と南の両方の意味を持つのも同じような意味合いによるものである。
南フランスの起点はヴァランスと考えられているので、"à Valence le Midi commence"という言い回しがある。

## 南フランスで撮影された映画
- 泥棒成金 (1955)
- Summer Holiday (1963)
- Lacombe, Lucien (1974)
- フレンチ・コネクション2 (1975)
- 愛と宿命の泉 (1986)
- ペテン師とサギ師/だまされてリビエラ (1988)
- Happiness Is in the Field (1995)
- ショコラ (2000)
- Amer (2009)
- スイミング・プール (2003)
- Mr.ビーン カンヌで大迷惑?! (2007)
- Le Grand Voyage (2004)
- プライスレス 素敵な恋の見つけ方 (2006)
- The Grocer's Son (2007)
- マジック・イン・ムーンライト (2014)

## 脚註
1. 1 2  Louis Papy, Le midi atlantique, atlas et géographie de la France moderne, Flammarion, Paris, 1984
2. ↑  Lyons, Declan (18 February 2009). Cycling guide to the Canal du Midi, Languedoc, France, Europe. Midpoint Trade Books. ISBN 978-1-85284-559-9
3. ↑  Passy, Paul (1904). International French-English and English-French dictionary. Hinds, Noble & Eldredge
4. ↑  “The Regions of France - Midi (from the Pyrenees to the Riviera)”.   about-france.com. 2009年9月18日閲覧。